# Мжаванадзе, Мерием Меджидовна
Мерием Меджидовна Мжаванадзе (1932, Кобулети, АССР Аджаристан, ССР Грузия) — колхозница колхоза имени Микояна Кобулетского района, Аджарская АССР, Грузинская ССР. Герой Социалистического Труда (1951). Депутат Верховного Совета Грузинской ССР 5-го созыва.

## Биография
Родилась в 1932 году в крестьянской семье в селении Кобулети. После окончания местной школы трудилась на чайной плантации местного колхоза. За выдающиеся трудовые достижения в годы Четвёртой пятилетки (1949—1950) дважды награждалась медалью «За трудовую доблесть». После замужества переехала в 1950 году в село Легва, где продолжила трудиться чаеводом в колхозе имени Молотова Кобулетского района.
В 1950 году собрала 7009 килограммов сортового чайного листа на площади 0,5 гектара. Указом Президиума Верховного Совета СССР от 1 сентября 1951 года удостоена звания Героя Социалистического Труда за «получение в 1950 году высоких урожаев сортового зелёного чайного листа и винограда» с вручением ордена Ленина и золотой медали «Серп и Молот» (№ 6141).
С 1958 году возглавила чаеводческое звено. В этом же году звено под её руководством собрало 5757 килограмм чайного листа на участке площадью 0,5 гектаров.
Избиралась депутатом Кобулетского районного Совета и Верховного Совета Грузинской ССР 5-го созыва (1959—1963).
С 1987 года — персональный пенсионер союзного значения.
Награды
- Герой Социалистического Труда
- Орден Ленина — дважды (1949; 14.11.1951)
- Медаль «За трудовую доблесть» — дважды (29.08.1949; 19.07.1950)